# ندى أيمن إبراهيم
ندى أيمن إبراهيم (من مواليد 7 فبراير 1999)، لاعبة جمباز فني مصرية. مَثلّت مصر في بطولة الألعاب الأولمبية الصيفية للشباب 2014، التي أقيمت في مدينة نانجينغ في الصين وعدة بطولات دولية أخرى.

## مسيرتها الرياضية
لعبت ندى في فريق جمباز نادي القاهرة حيث حققت نتائج مبهرة في سن صغيرة، ففي بطولة منطقة القاهرة تحت 8، 9، 10، 11، و12 سنة. أحرزت اللاعبة ضمن فريق البنات تحت عشر سنوات، ذهبيتان وفضيتان وبرونزيتان خلال البطولة التي أقيمت في 2008. 
شاركت اللاعبة في عدة بطولات محلية وإقليمية ودولية منها بطولة الجمهورية، بطولة أفريقيا،  بطولة كأس أسييك الدولية بكرواتيا (17-20 سبتمبر 2015)، بطولة الجائزة الكبرى في المجر (25-27 سبتمبر 2015)، بطولة ستيلا زاخاروفا بأوكرانيا (أبريل 2016)، كأس العالم للجمباز الفني التي عقدت في زومباثلي، المجر (أكتوبر 2016).

## تأهلها لدورة الألعاب الأوليمبية الصيفية
عقب تتويجها ببطولة أفريقيا للناشئين في بريتوريا، جنوب أفريقيا في مارس 2014. تأهلت ندى بفعل هذه النتيجة لأولمبياد الشباب الذي أقيم في الصين من 16 إلى 20 أغسطس 2014.
وعن المراكز التي حققتها اللاعبة الحصول على المركز الأول في بطولة إفريقيا مرتين وتأهلت للأولمبياد في 2014. كما حصلت على المركز الأول في بطولة الجمهورية وشاركت في بطولة العالم وحصلت على المركز الثانى في بطولة كأس العالم التي أقيمت في أوكرانيا.
وعن أمنياتها تقول اللاعبة أنها تتمنى الحصول على ميدالية ذهبية في البطولة الإفريقية القادمة للكبار والحصول على ميدالية في بطولة البحر المتوسط بالإضافة إلى التأهل لأوليمبياد 2020".